# Radar Mission
Radar Mission (レーダーミッション Rēdā Misshon?) är ett Game Boy-spel utvecklat och utgivet i Japan 1990 och i Nordamerika av Nintendo.  Spelet var ett av de tidigare spleen med militärt tema till Game Boy. Den 6 juni 2011 släpptes spelet till Nintendo 3DS Virtual Console via onlinedistribution.

## Handling
Spelet innehåller två olika varianter, spel A är en variant av Sänka skepp, medan man i spel B styr en ubåt i strid mot andra fartyg.

### Fotnoter
1. ↑  N-Sider.com: Profile: Nintendo EAD Pioneers of the Renaissance Arkiverad 17 november 2007 hämtat från the Wayback Machine. N-Sider läst 23 maj 2014
2. ↑  Composer information for Radar Mission på Portable Music History
3. ↑  Staff (6 juni 2011). ”Radar Mission - 3DS”. IGN. IGN Entertainment. http://ds.ign.com/objects/110/110260.html. Läst 23 maj 2014.
4. ↑  Nintendo Magasinet. Power Player 14, Sida 8 Recension: Radar Mission och Side Pocket GAME BOY.